# Filips V van Waldeck-Landau
Graaf Filips V ‘de Dove’ van Waldeck-Landau (1519 of 1520 – Slot Hückeswagen, 5 maart 1584), Duits: Philipp V. ‘der Taube’ Graf von Waldeck-Landau, was een graaf uit het Huis Waldeck. Hoewel hij door de historici wordt meegeteld bij de regerende graven van Waldeck, heeft hij nimmer geregeerd. Hij was een katholiek geestelijke die tijdens de Schmalkaldische Oorlog echter aan de zijde van zijn protestantse (half)broers stond. Vanwege zijn hardhorendheid werd hij ‘de Dove’ genoemd.

## Biografie
Filips werd in 1519 of 1520 geboren als de oudste zoon van graaf Filips III van Waldeck-Eisenberg en diens tweede echtgenote hertogin Anna van Kleef. Terwijl zijn vader de latere landgraaf Filips I ‘de Grootmoedige’ van Hessen bij zijn doop de naam Filips had gegeven, gaf diezelfde landgraaf hem als peetvader ook weer de naam Filips. Zolang zijn vader leefde, werd hij Filips ‘de Jongere’ genoemd, sinds de geboorte van zijn broers zoon Filips VI noemde hij zich ‘de Middelste’, en na de dood van zijn neef graaf Filips IV in 1574 werd hij ‘de Oudere’ genoemd. Na de dood van Filips VI, in november 1579, had hij niet langer een nadere bijnaam nodig.
Filips studeerde sinds 1537 met zijn jongere broer Johan I in Marburg. Op 22 november 1538 werd bij verdrag de verdeling van het graafschap Waldeck geregeld, met medewerking van landgraaf Filips I van Hessen. Een deel werd toegekend aan de twee zonen uit het eerste huwelijk, Otto V en Wolraad II, het andere aan de zonen uit het tweede huwelijk, Filips, Johan I en Frans II. Hoewel zijn beide ouders zich al vroeg bekeerden tot de protestantse leer, bestemden zij Filips tot de geestelijke stand van de Rooms-Katholieke Kerk. De hoge adel van die tijd gaf niet graag deze schitterende voorziening voor hun jongere zonen op. Filips was domheer in Mainz en kanunnik van de Sint-Victorkerk aldaar, en ook domheer in Straatsburg. In 1544 volgde hij zijn oudere halfbroer Wolraad II op als kanunnik van de Sint-Gereonkerk in Keulen.
Niettegenstaande deze kerkelijke waardigheden en prebenden koos hij in 1546 de zijde van de protestanten tegen de keizer. De twee aanvoerders van het Schmalkaldisch Verbond, keurvorst Johan Frederik I van Saksen en landgraaf Filips I van Hessen, vormden medio 1546 een leger. De graven van Waldeck gaven gehoor aan de oproep van de landgraaf tot ondersteuning. Uit de Schmalkaldische Oorlog kwam keizer Karel V op 24 april 1547 na de Slag bij Mühlberg als overwinnaar tevoorschijn. Filips werd op 26 november 1547 naar Augsburg ontboden. Onder bedreiging van de rijksban reisden Filips, zijn broer Johan, zijn halfbroer Wolraad, en graaf Samuel van Waldeck-Wildungen, die in het geheel niet was ontboden, naar de Rijksdag in Augsburg. In Augsburg aangekomen op 14 april 1548, kreeg Filips van Antoine Perrenot de Granvelle, bisschop van Atrecht, uit naam van de keizer een scherpe berisping. Eind mei verklaarde de keizer dat een verontschuldiging voor hem niet voldoende was. Filips en Johan moesten hem 5000 gulden betalen, Wolraad zelfs 8000, omdat hij zich meer dan de andere graven in woord en daad tegen de keizer had gekeerd, zo heette het. Zij werden gedwongen af te zien van aanzienlijke vorderingen. De keizer stelde op 22 juni 1548 de gratie-oorkonde op. De volgende dag, na meer dan twee maanden in Augsburg, konden Wolraad en Filips de thuisreis aanvaarden. De keizer stelde nog op 12 augustus een beschermingsbrief op voor gravin-weduwe Anna en voor Wolraad, Filips en Johan.
Pas in de laatste jaren van zijn leven huwde Filips, de huwelijksdatum is onbekend. Hij overleed op 5 maart 1584 in het vorstelijk slot Hückeswagen in het hertogdom Berg, dat wil zeggen in het geboorteland van zijn moeder. Zijn echtgenote was Elisabeth Edle von Elssen. Zij overleed kort na haar echtgenoot, na een lange en zware ziekte, in juni 1584. Het huwelijk was waarschijnlijk kinderloos.

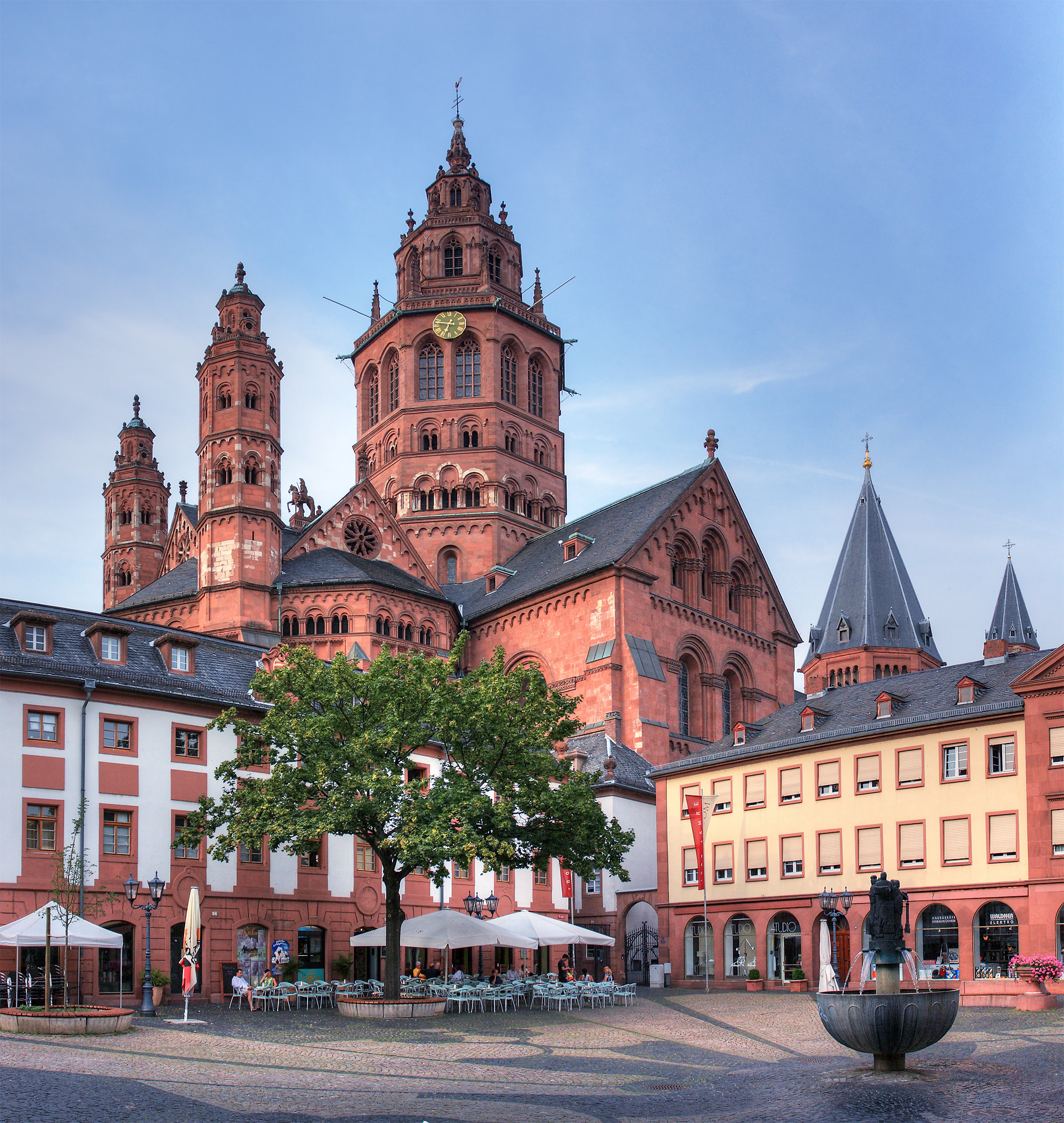
De Dom van Mainz in 2009. Foto: Sergey Ashmarin.
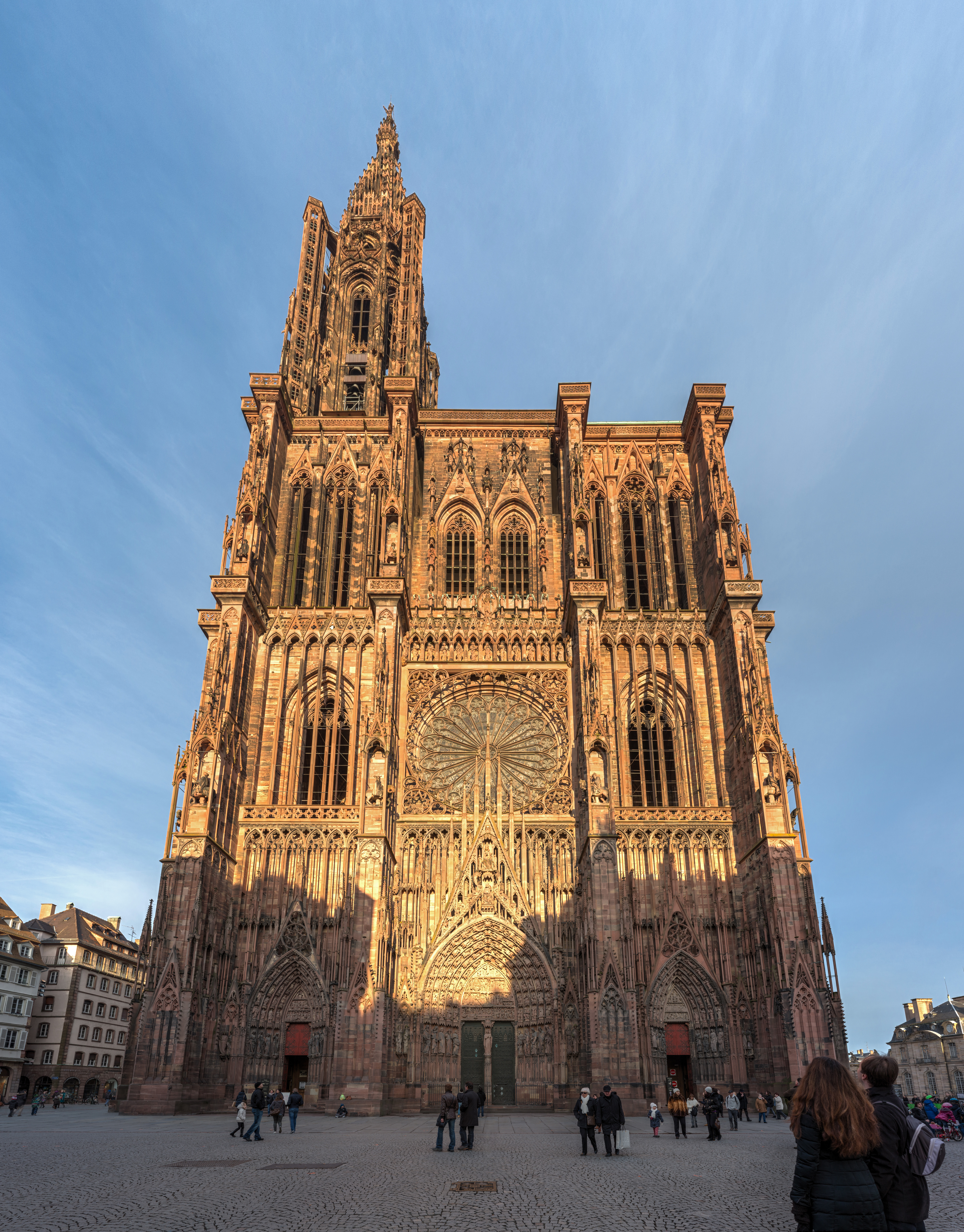
De Dom van Straatsburg in 2014. Foto: David Iliff.
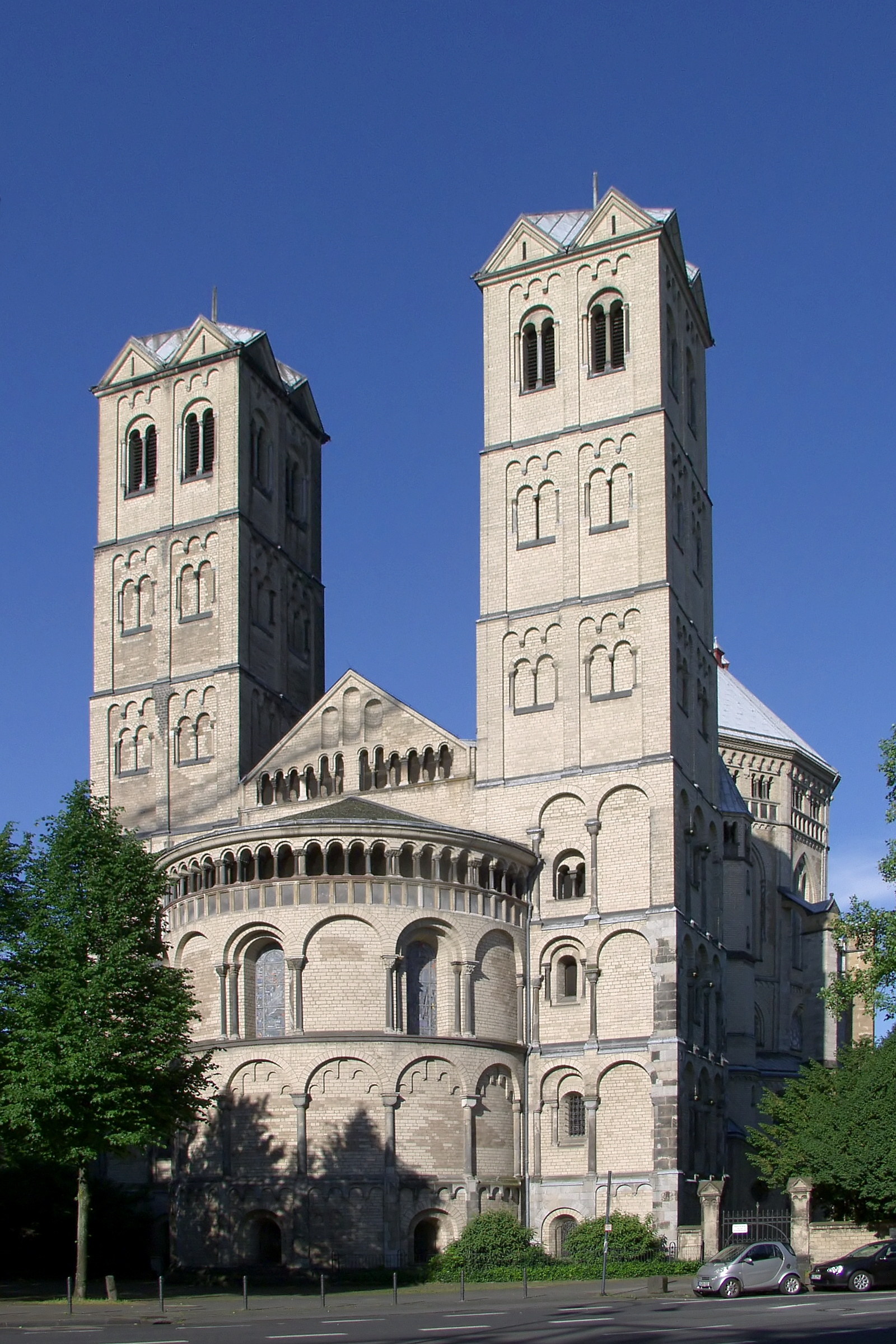
De Sint-Gereonkerk in Keulen in 2008. Foto: Raimond Spekking.
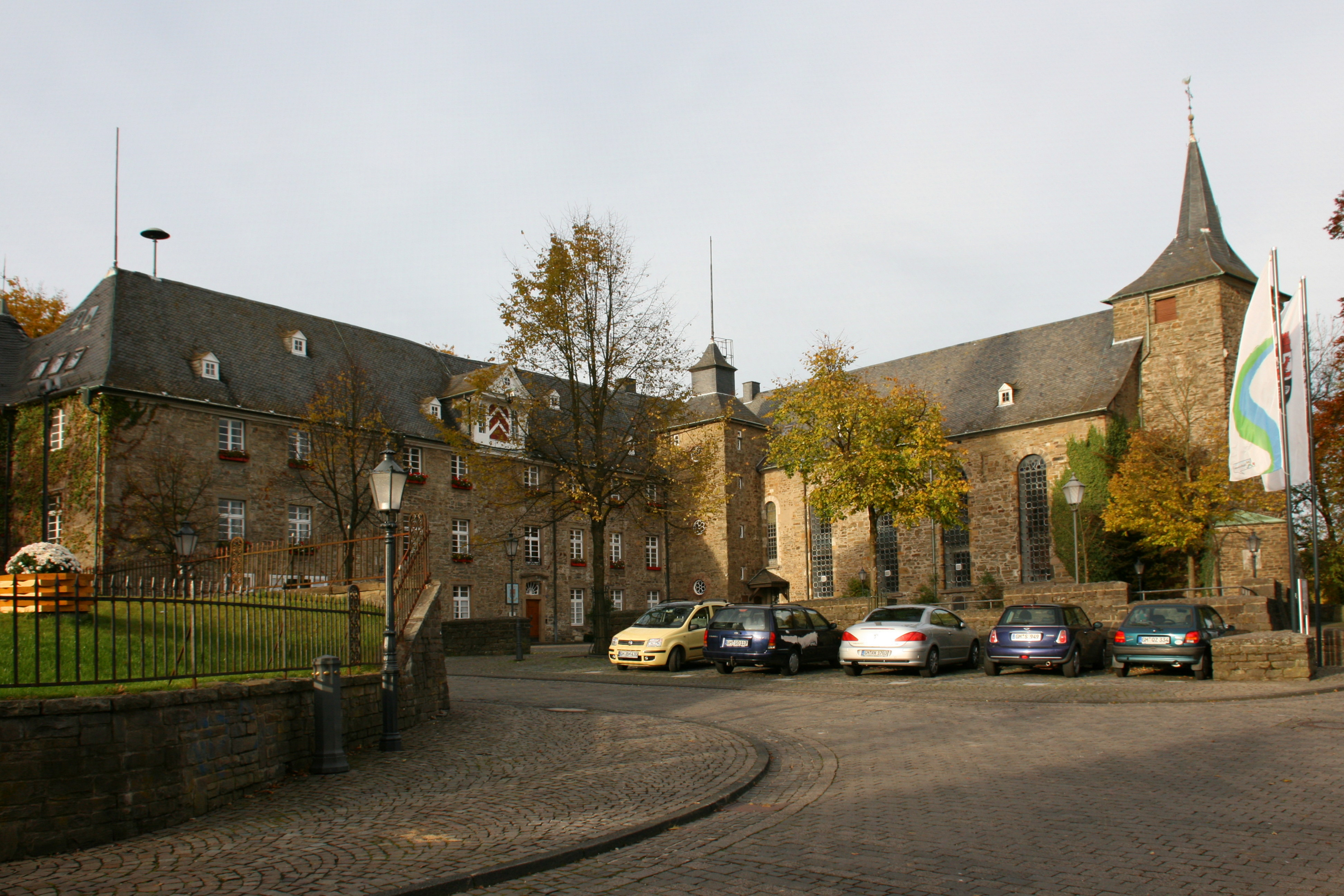
Slot Hückeswagen in 2010. Foto: Frank Vincentz.

## Voorouders
| Voorouders van graaf Filips V ‘de Dove’ van Waldeck-Landau | Voorouders van graaf Filips V ‘de Dove’ van Waldeck-Landau                                             | Voorouders van graaf Filips V ‘de Dove’ van Waldeck-Landau                              | Voorouders van graaf Filips V ‘de Dove’ van Waldeck-Landau                              | Voorouders van graaf Filips V ‘de Dove’ van Waldeck-Landau                              | Voorouders van graaf Filips V ‘de Dove’ van Waldeck-Landau                       | Voorouders van graaf Filips V ‘de Dove’ van Waldeck-Landau                       | Voorouders van graaf Filips V ‘de Dove’ van Waldeck-Landau                                       | Voorouders van graaf Filips V ‘de Dove’ van Waldeck-Landau                                       |
| ---------------------------------------------------------- | --- | --------------------------------------------------------------------------------------- | --------------------------------------------------------------------------------------- | --------------------------------------------------------------------------------------- | -------------------------------------------------------------------------------- | -------------------------------------------------------------------------------- | ------------------------------------------------------------------------------------------------ | ------------------------------------------------------------------------------------------------ |
| Betovergrootouders                                         | Hendrik VII van Waldeck-Waldeck (?–na 1442) ⚭ 1398 Margaretha van Nassau-Wiesbaden-Idstein (?–na 1432) | Michael I van Wertheim (?–1441) ⚭ 1413 Sophia van Henneberg-Aschach (?–1441)            | Johan van Solms-Braunfels (?–1457) ⚭ ca. 1429 Elisabeth van Cronberg (?–1438)           | Johan IV van Salm (?–1476) ⚭ 1432 Elisabeth van Hanau-Münzenberg (?–1446)               | Adolf II van Kleef (1373–1448) ⚭ 1406 Maria van Bourgondië (1393–1463)           | Jan van Bourgondië-Nevers (1415–1491) ⚭ 1435 Jacqueline d’Ailly (?–1470)         | Lodewijk III ‘de Vreedzame’ van Hessen (1402–1458) ⚭ 1433 Anna van Saksen (1420–1462)            | Filips ‘de Oudere’ van Katzenelnbogen (ca. 1402–1479) ⚭ 1422 Anna van Württemberg (1408–1471)    |
| Overgrootouders                                            | Wolraad I van Waldeck-Waldeck (1407–1475) ⚭ 1440 Barbara van Wertheim (?–?)                            | Wolraad I van Waldeck-Waldeck (1407–1475) ⚭ 1440 Barbara van Wertheim (?–?)             | Kuno van Solms-Lich (?–1477) ⚭ 1457 Walpurgis van Dhaun (?–?)                           | Kuno van Solms-Lich (?–1477) ⚭ 1457 Walpurgis van Dhaun (?–?)                           | Johan I van Kleef (1419–1481) ⚭ 1455 Elisabeth van Bourgondië-Nevers (1439–1483) | Johan I van Kleef (1419–1481) ⚭ 1455 Elisabeth van Bourgondië-Nevers (1439–1483) | Hendrik III ‘de Rijke’ van Hessen-Marburg (1440–1483) ⚭ 1458 Anna van Katzenelnbogen (1443–1494) | Hendrik III ‘de Rijke’ van Hessen-Marburg (1440–1483) ⚭ 1458 Anna van Katzenelnbogen (1443–1494) |
| Grootouders                                                | Filips II van Waldeck-Eisenberg (1452/53–1524) ⚭ 1481 Catharina van Solms-Lich (?–1492)                | Filips II van Waldeck-Eisenberg (1452/53–1524) ⚭ 1481 Catharina van Solms-Lich (?–1492) | Filips II van Waldeck-Eisenberg (1452/53–1524) ⚭ 1481 Catharina van Solms-Lich (?–1492) | Filips II van Waldeck-Eisenberg (1452/53–1524) ⚭ 1481 Catharina van Solms-Lich (?–1492) | Johan II van Kleef (1458–1521) ⚭ 1489 Mathilde van Hessen-Marburg (1473–1505)    | Johan II van Kleef (1458–1521) ⚭ 1489 Mathilde van Hessen-Marburg (1473–1505)    | Johan II van Kleef (1458–1521) ⚭ 1489 Mathilde van Hessen-Marburg (1473–1505)                    | Johan II van Kleef (1458–1521) ⚭ 1489 Mathilde van Hessen-Marburg (1473–1505)                    |
| Ouders                                                     | Filips III van Waldeck-Eisenberg (1486–1539) ⚭ 1519 Anna van Kleef (1495–1567)                         | Filips III van Waldeck-Eisenberg (1486–1539) ⚭ 1519 Anna van Kleef (1495–1567)          | Filips III van Waldeck-Eisenberg (1486–1539) ⚭ 1519 Anna van Kleef (1495–1567)          | Filips III van Waldeck-Eisenberg (1486–1539) ⚭ 1519 Anna van Kleef (1495–1567)          | Filips III van Waldeck-Eisenberg (1486–1539) ⚭ 1519 Anna van Kleef (1495–1567)   | Filips III van Waldeck-Eisenberg (1486–1539) ⚭ 1519 Anna van Kleef (1495–1567)   | Filips III van Waldeck-Eisenberg (1486–1539) ⚭ 1519 Anna van Kleef (1495–1567)                   | Filips III van Waldeck-Eisenberg (1486–1539) ⚭ 1519 Anna van Kleef (1495–1567)                   |